# Canário-da-terra-verdadeiro

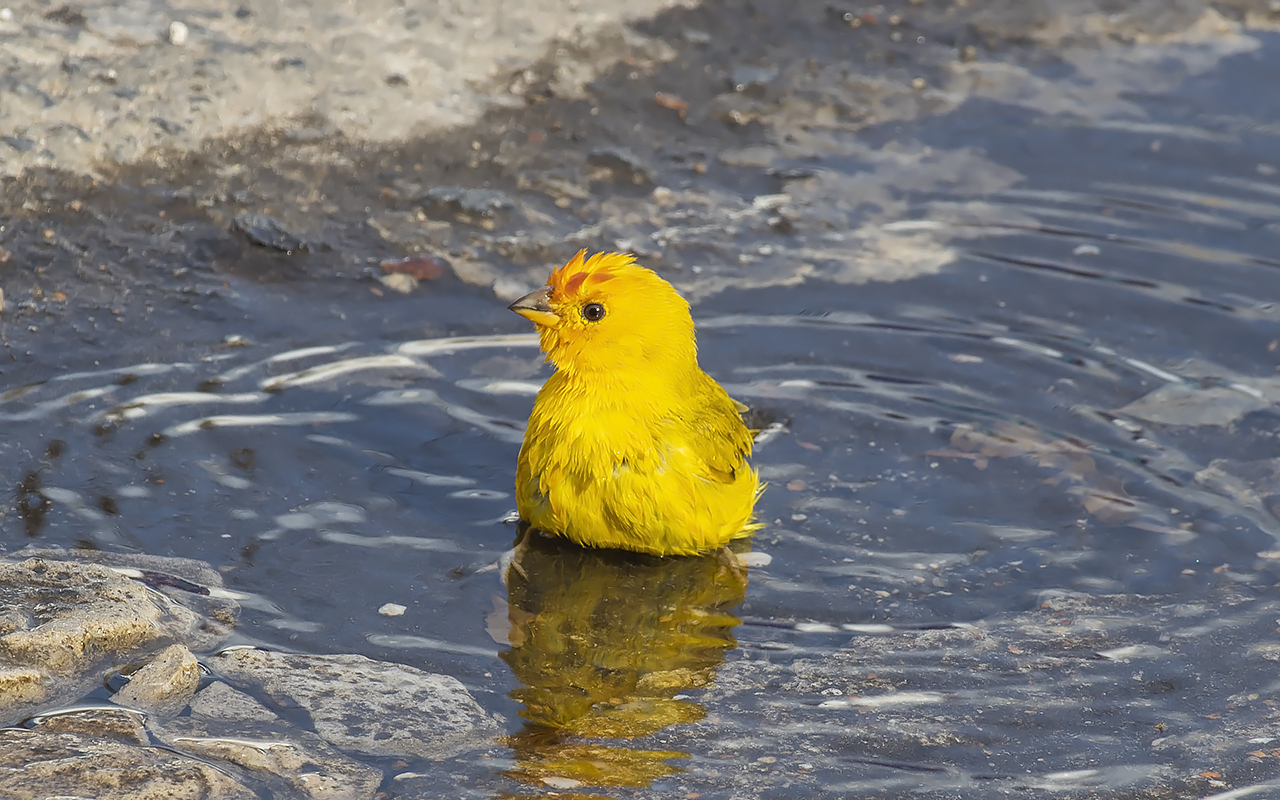
canário-da-terra (Sicalis flaveola) Foto tirada em Teresina PI

O canário-da-terra-verdadeiro ou canário-da-terra (Sicalis flaveola), não confundir com o canário ou canário doméstico (Serinus canaria), pertence à família Thraupidae e é um pássaro de coloração laranja sobre testa e face, corpo amarelo-limão nos machos e canto melodioso.

## Nomes populares
Outras denominações comuns são: canário-da-terra-verdadeiro, canário-da-terra, canário-da-horta, canário-da-telha, canário-do-campo, canário-chapinha, canário-do-chão, coroinha e cabeça-de-fogo.
No Brasil, o nome "canário-da-terra" foi selecionado como nome vernáculo técnico para a espécie Sicalis flaveola pelo Comitê Brasileiro de Registros Ornitológicos.

## Distribuição geográfica
Originário da América do Sul, é encontrado na Colômbia, Equador, Venezuela, Peru, Bolívia, Brasil, Paraguai, Uruguai e Argentina. No Brasil, ocorre nos estados do Maranhão, Minas Gerais, Piauí, Ceará, Pernambuco, Paraíba, Bahia, Espírito Santo, Santa Catarina, Rio de Janeiro, Rio Grande do Norte, Rio Grande do Sul, Roraima, Rondônia, São Paulo, Paraná, Mato Grosso, Mato Grosso do Sul, Goiás, Tocantins, Sergipe, Alagoas, Pará e no Distrito Federal.

## Características
Os filhotes de canário-da-terra são de cor cinzenta, independente do sexo, e com cerca de 9 meses de idade os machos começam a adquirir a cor dos adultos, que é predominante amarela, principalmente na cabeça com tons avermelhados, já as fêmeas não mudam muito, ficam com um tom cinzento amarelado. Os machos podem brigar entre si por fêmeas – que normalmente atiçam as brigas – até a fuga de um dos canários. Devido à possibilidade dos machos brigarem até a morte, existe a prática de rinhas com estas aves. Durante as brigas, é comum que os machos danifiquem ou percam as penas da cabeça.
Com cerca de 1 ano de idade os Canários da Terra já estão prontos para o acasalamento, sendo que a fêmea faz posturas que varia entre 4 e 6 ovos, e cada fêmea pode chegar a chocar 4 vezes por ano, totalizando até 20 filhotes por temporada. Os filhotes de canário-da-terra nascem com aproximadamente 13 a 14 dias de choco.[carece de fontes?]
O canário-da-terra faz ninho, na natureza, em cavidades, chegando a utilizar frequentemente, ninhos abandonados de joão-de-barro, assim como crânios de gado dispostos para tal em estacas, ou porongos pendurados com entrada adequada ao seu tamanho. Há referências a ninhos colocados no telhado das casas.  São muito agressivos na defesa do ninho, chegando a atacar aves maiores que dele se aproximem. Em cativeiro, muitas vezes reproduzem-se em gaiolas de 70x40x30 cm, com uma caixa para ninho com 15 cm de lado e que tenha um furo para entrada. Normalmente, podem ser utilizados sacos de estopa cortados e desfiados para que a fêmea confeccione o ninho.[carece de fontes?]
A alimentação é tipicamente constituída de sementes de gramíneas, como alpiste e painço, além de insetos (nunca será visto comendo pão ou restos de comida como um pardal).[carece de fontes?]

## Contrabando
Esta espécie é evidentemente visada por traficantes de aves ou criadores ilegais em razão do seu comportamento territorial agressivo — explorado em rinhas — ou por seu canto melodioso. Por essa razão, são registradas centenas a milhares de apreensões deste canário por órgãos ambientais no Brasil todos os anos; essa é umas das principais causas relacionadas ao declínio populacional de Sicalis flaveola.

## Galeria

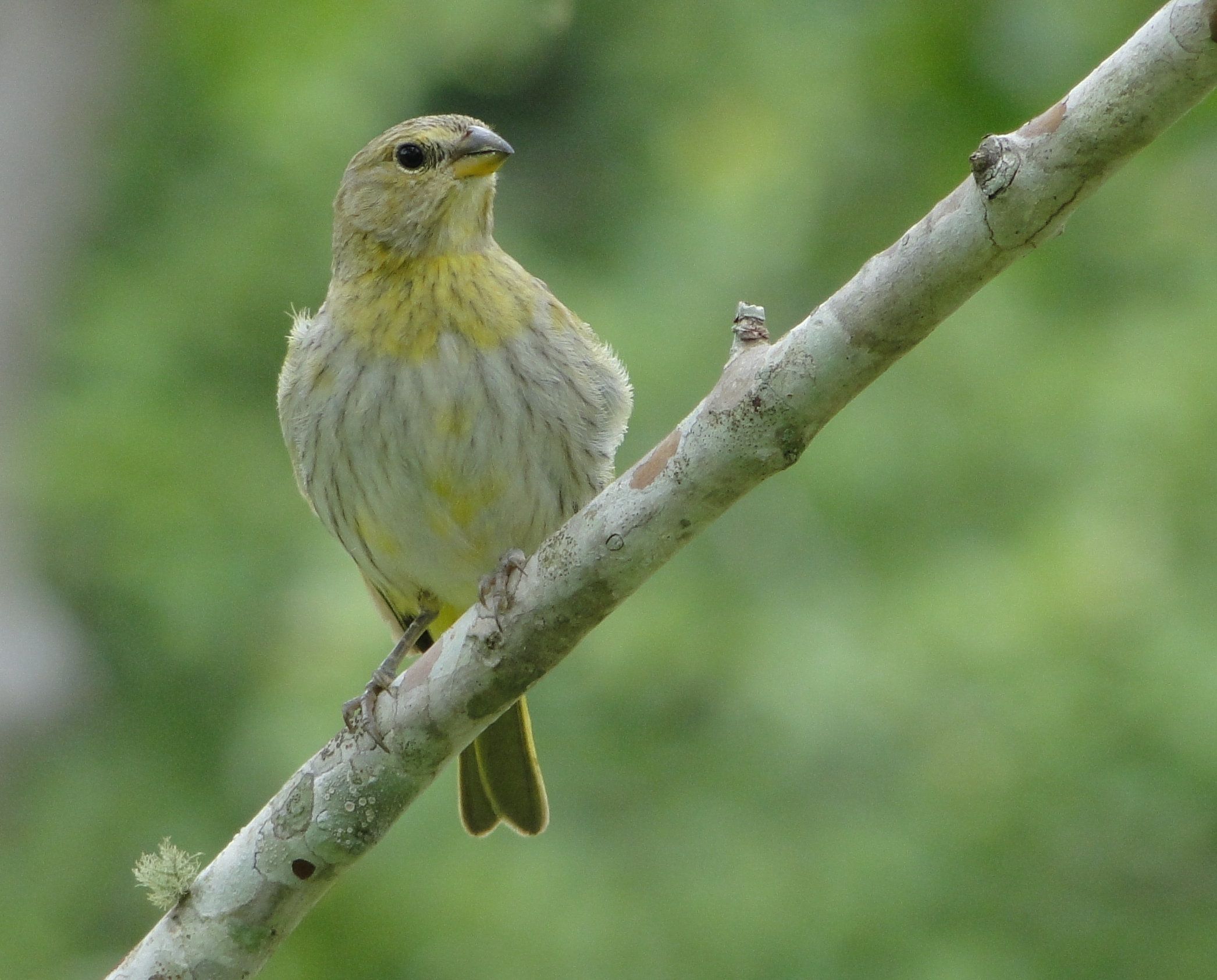
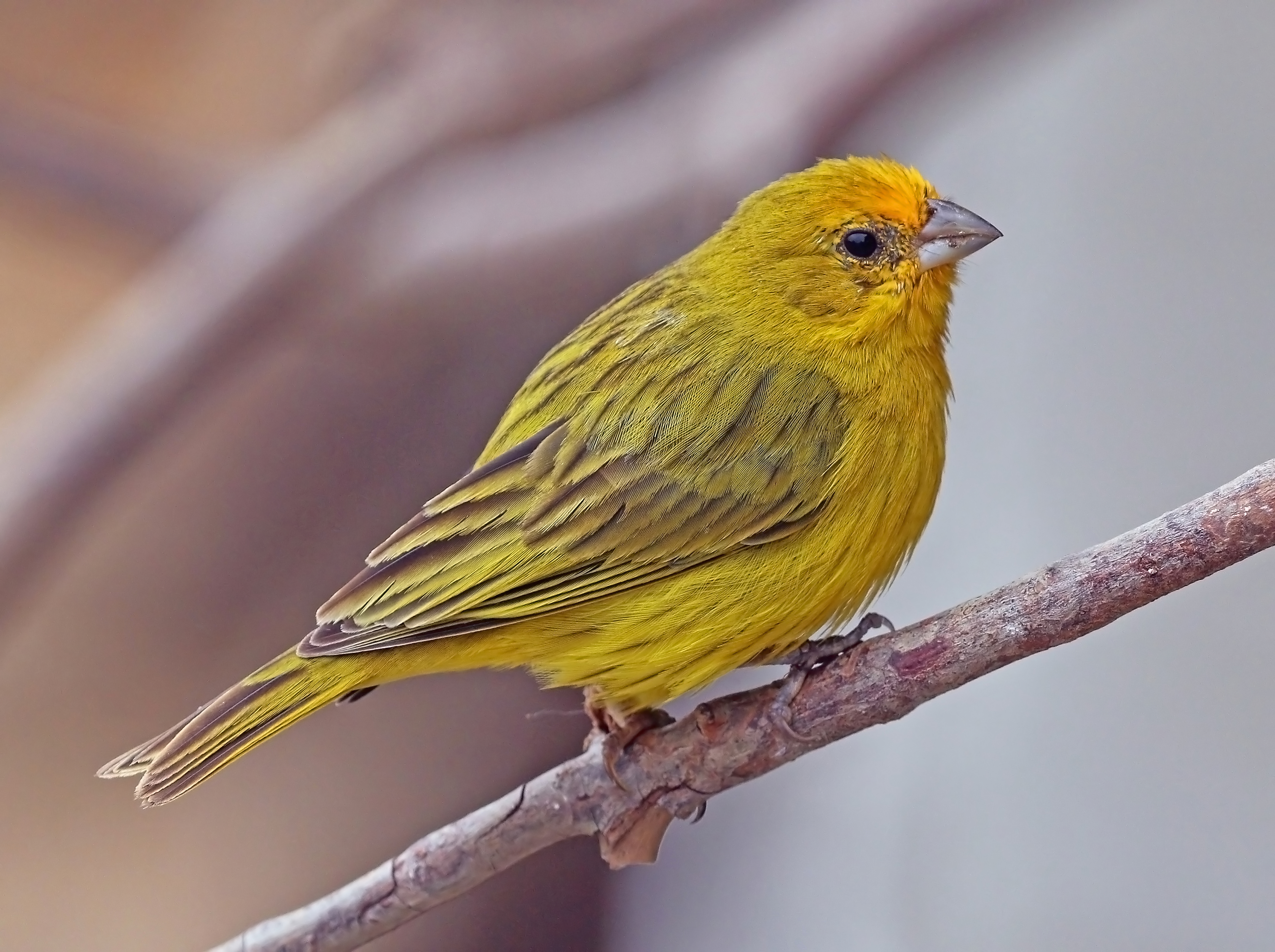
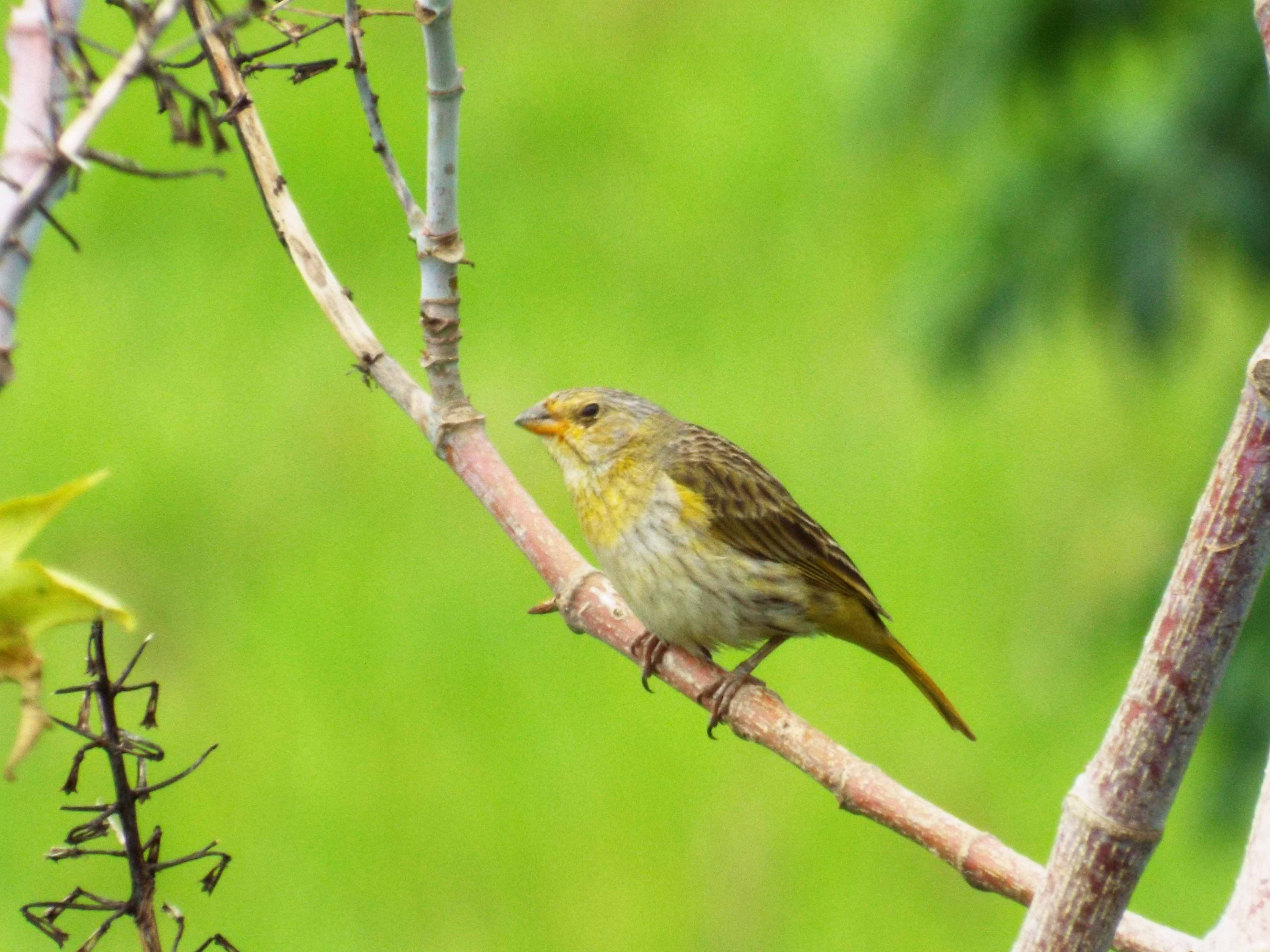
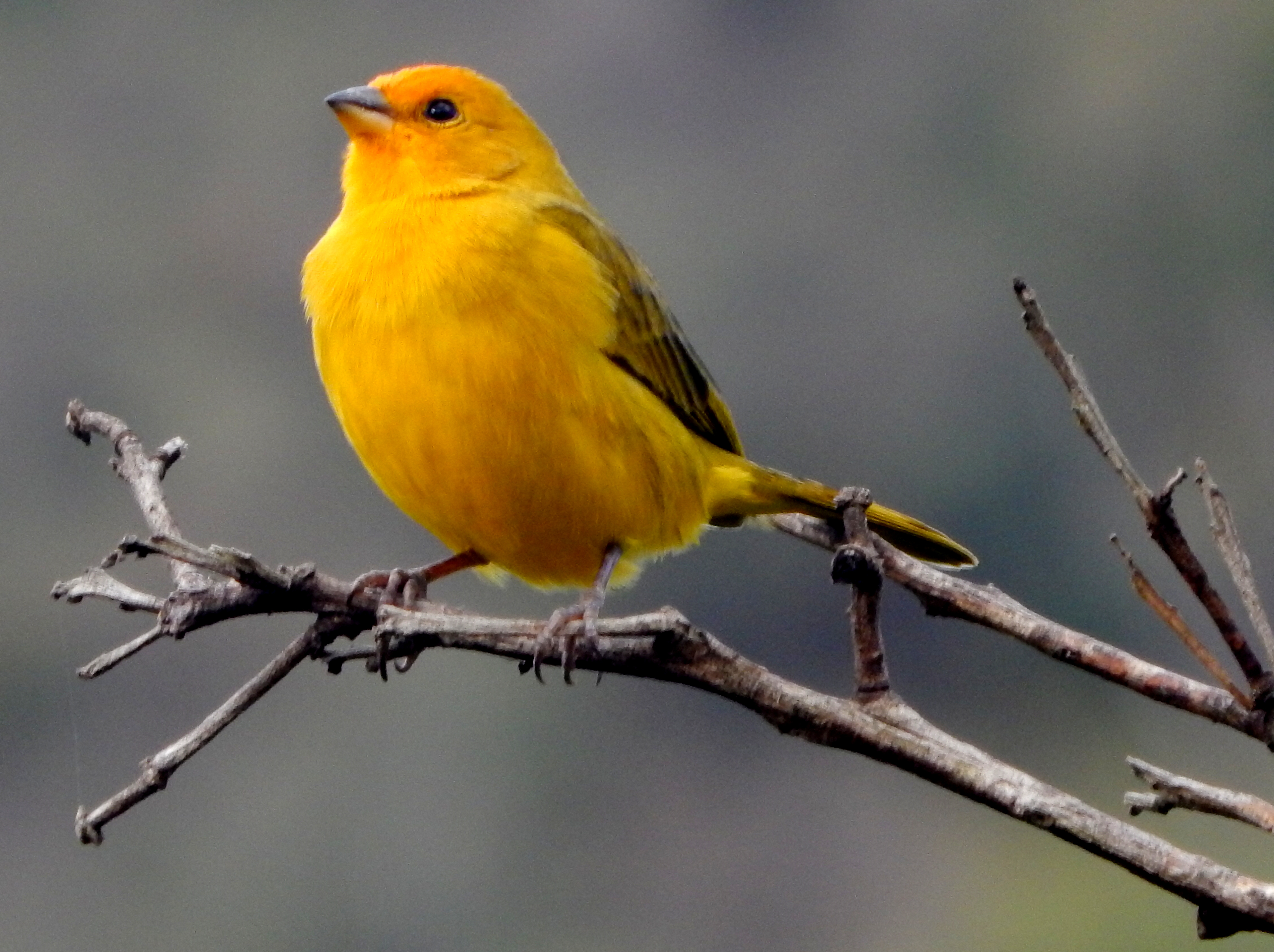
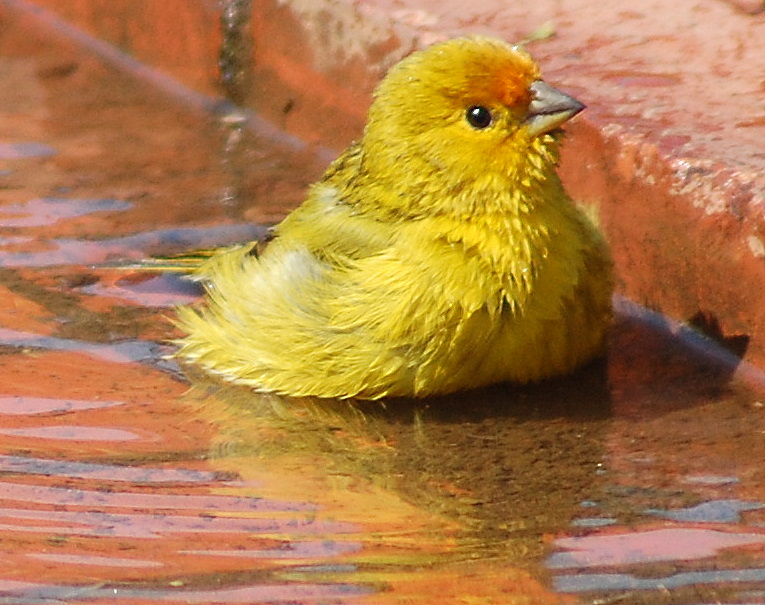
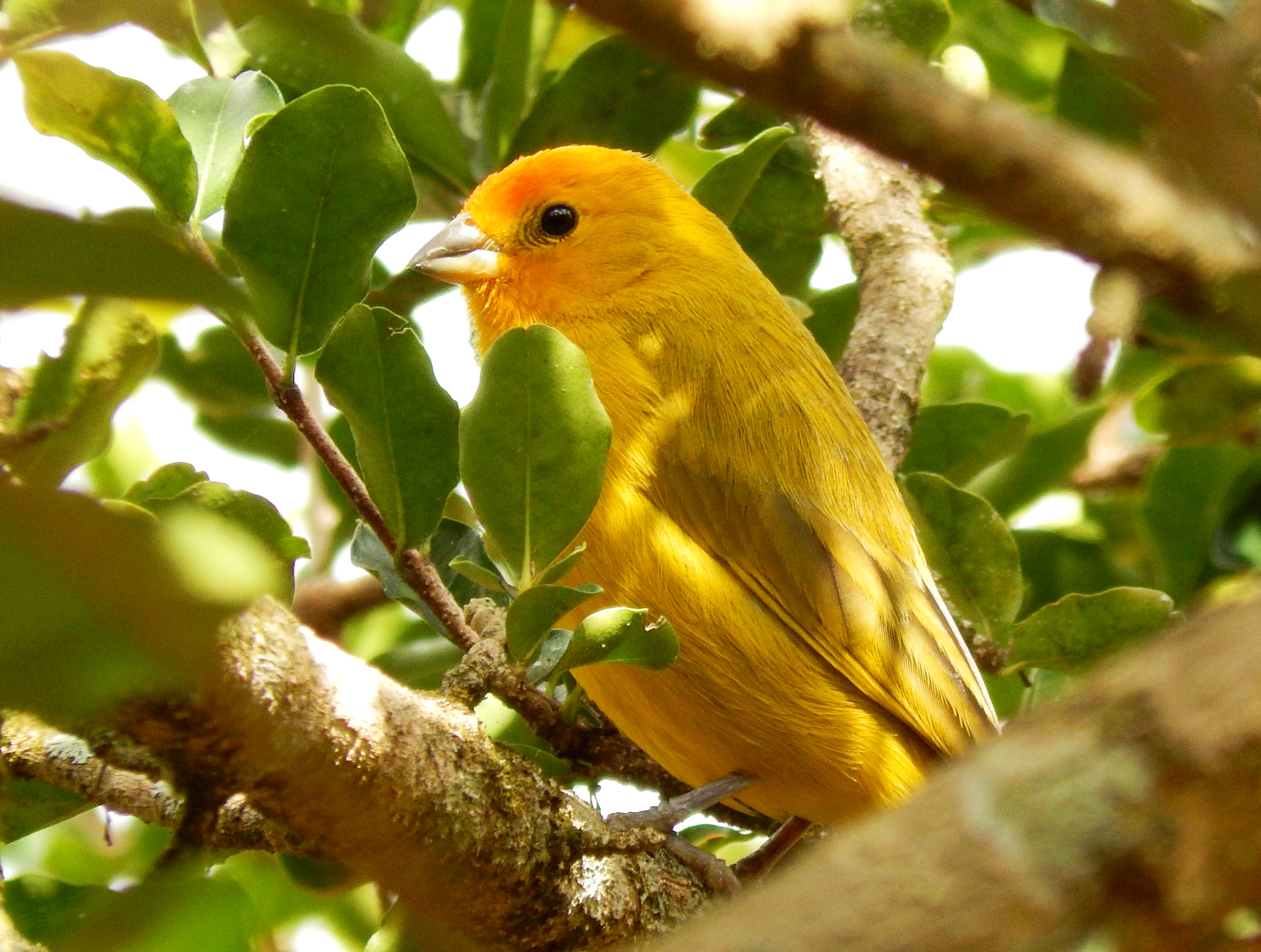
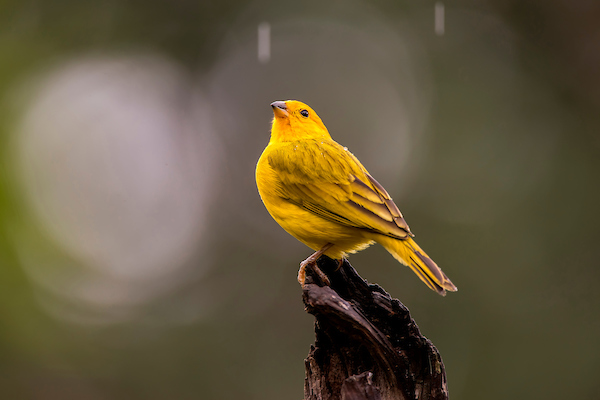
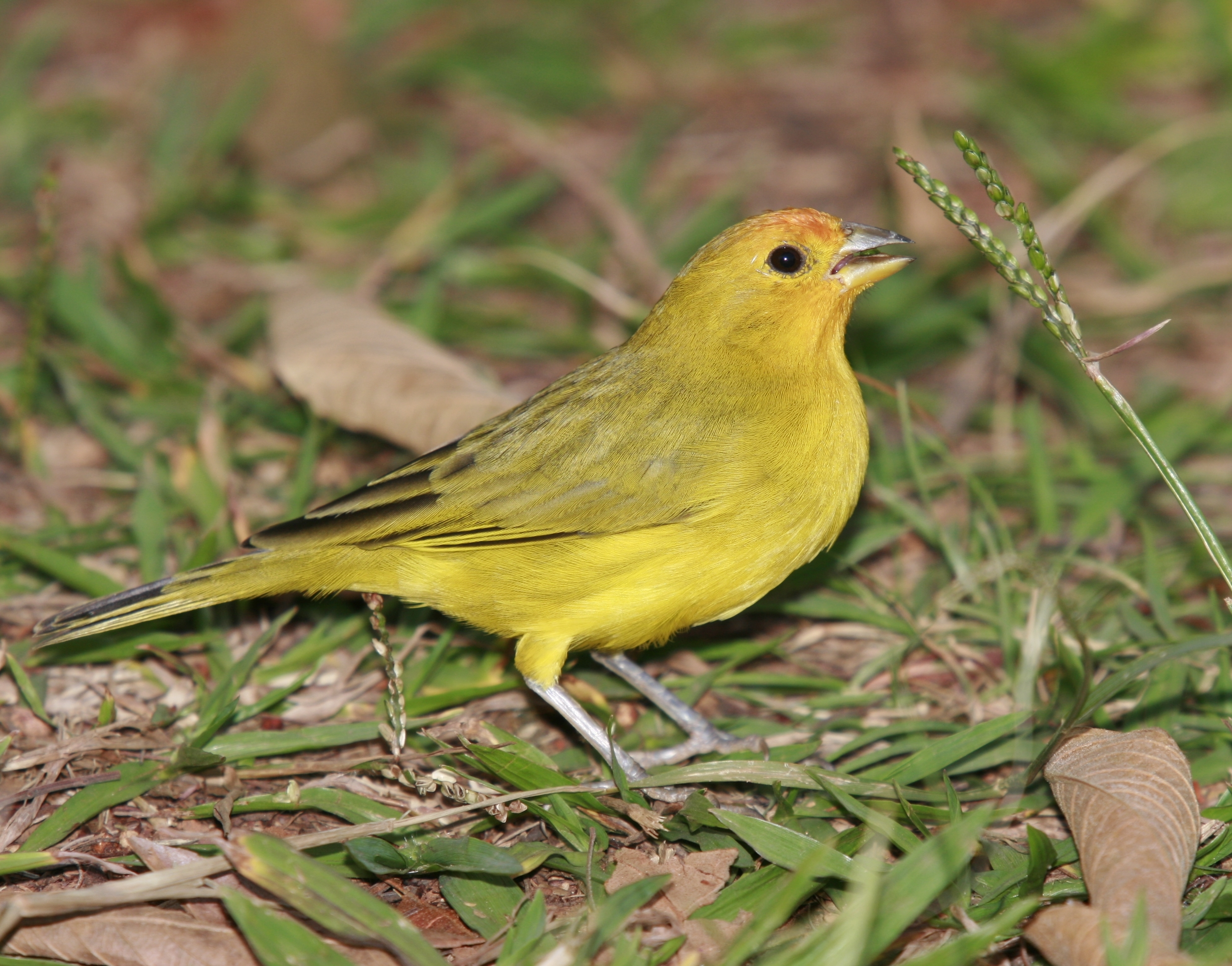
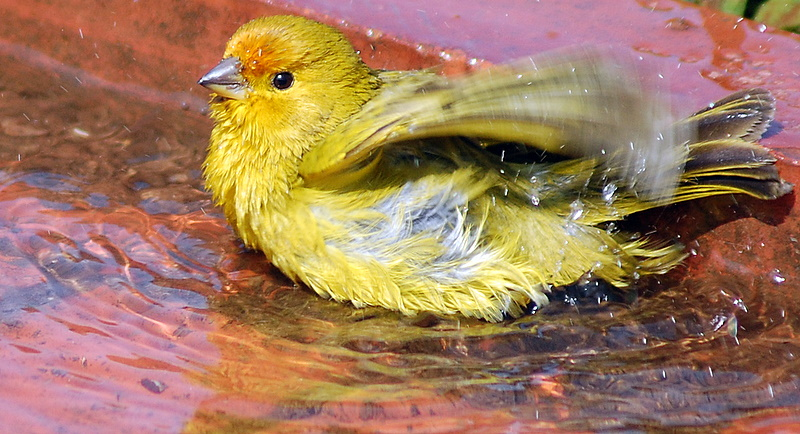
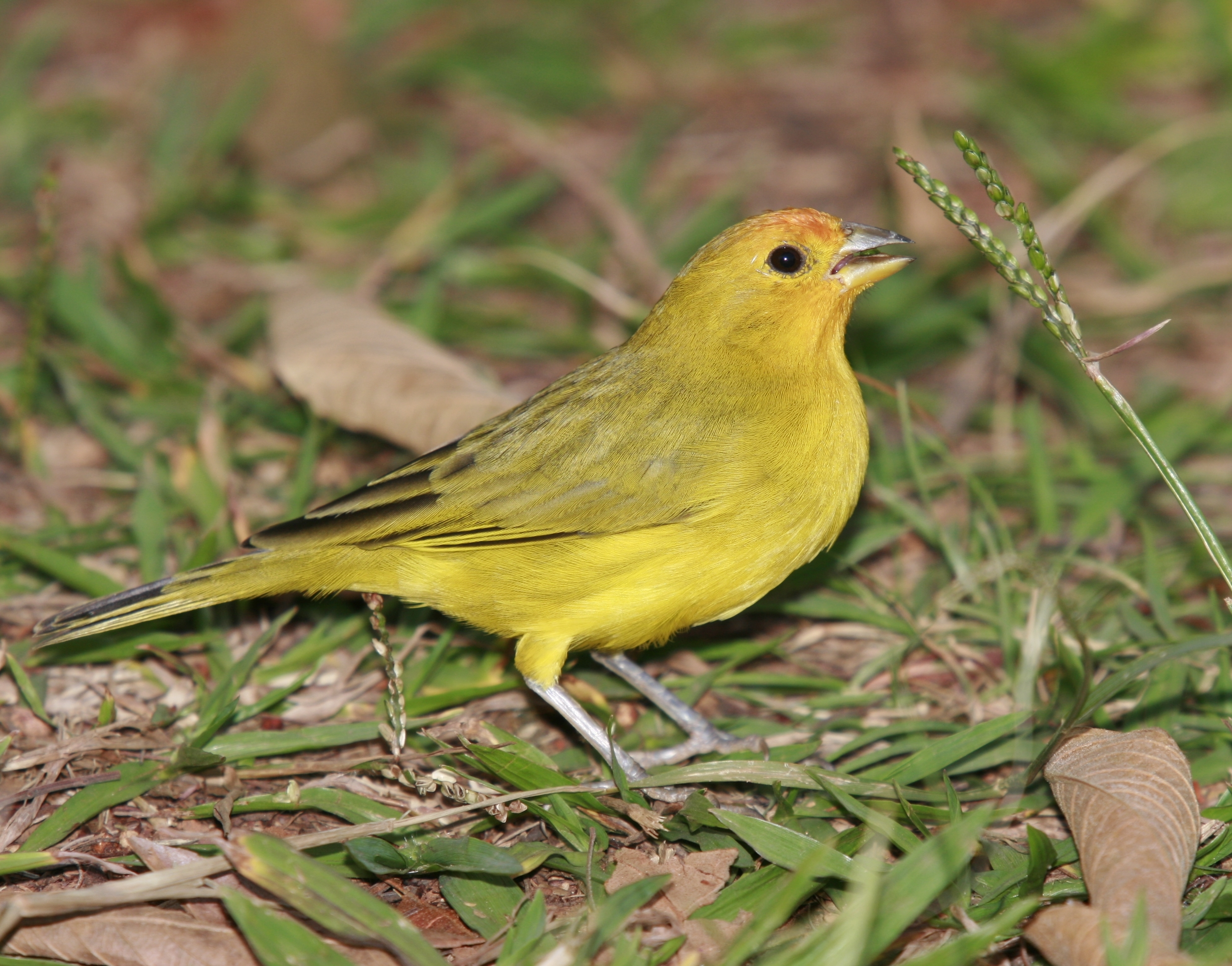
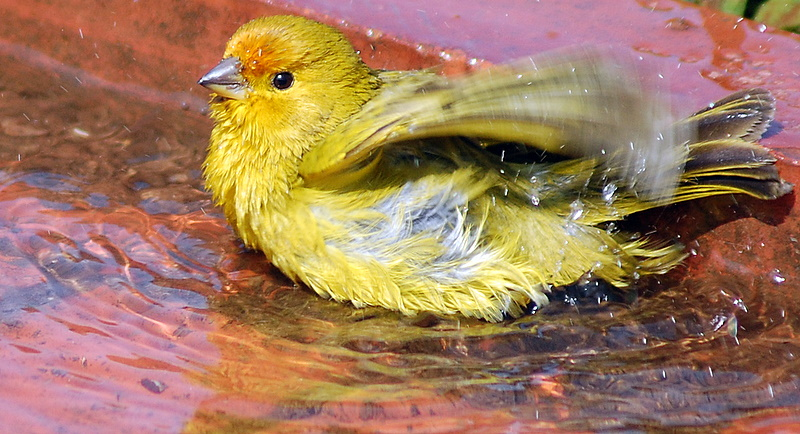
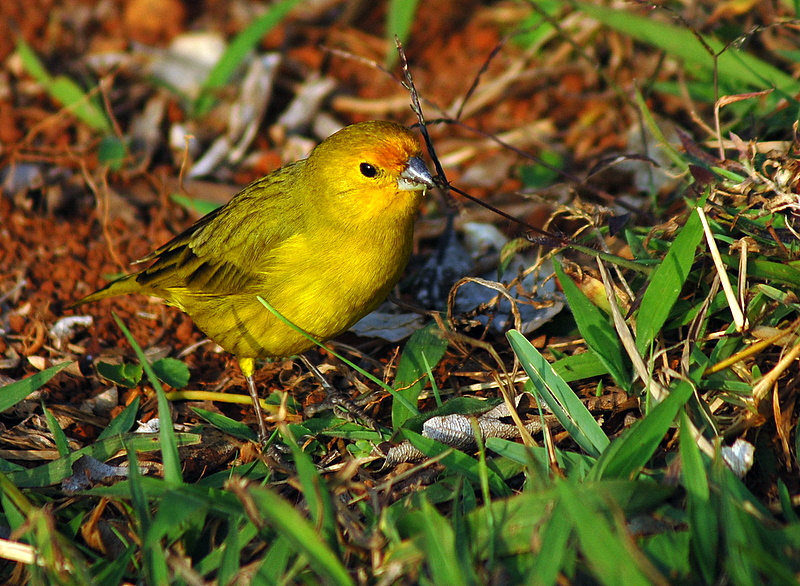
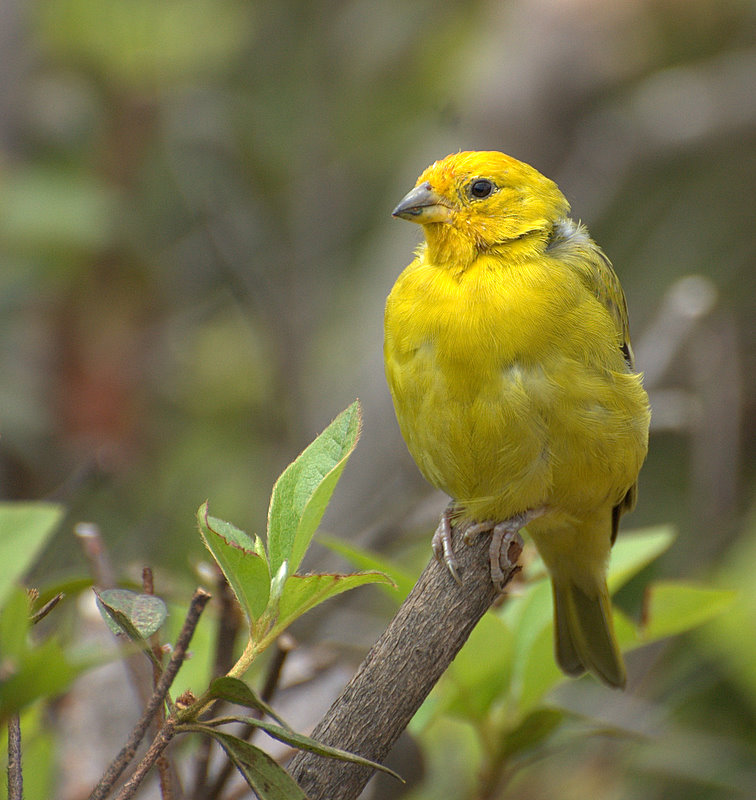
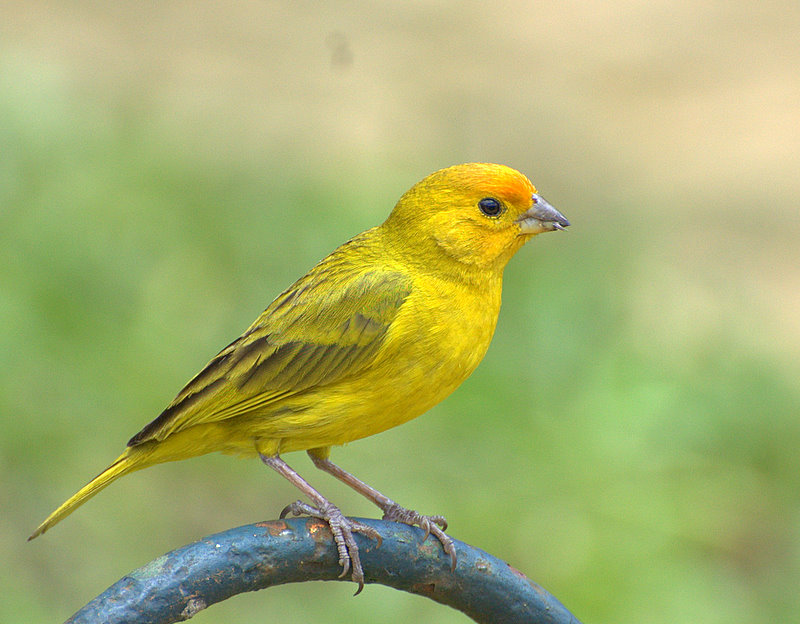
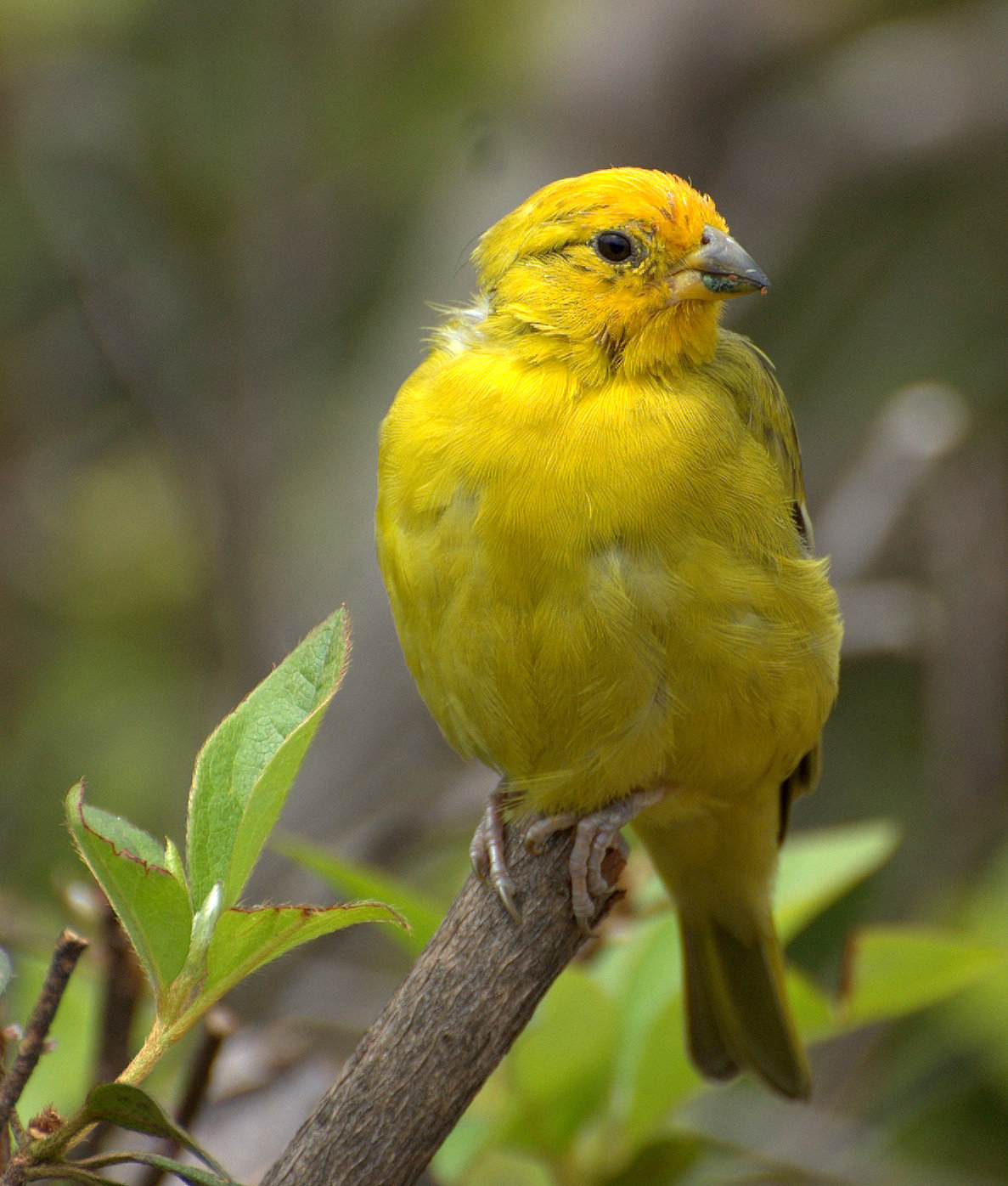
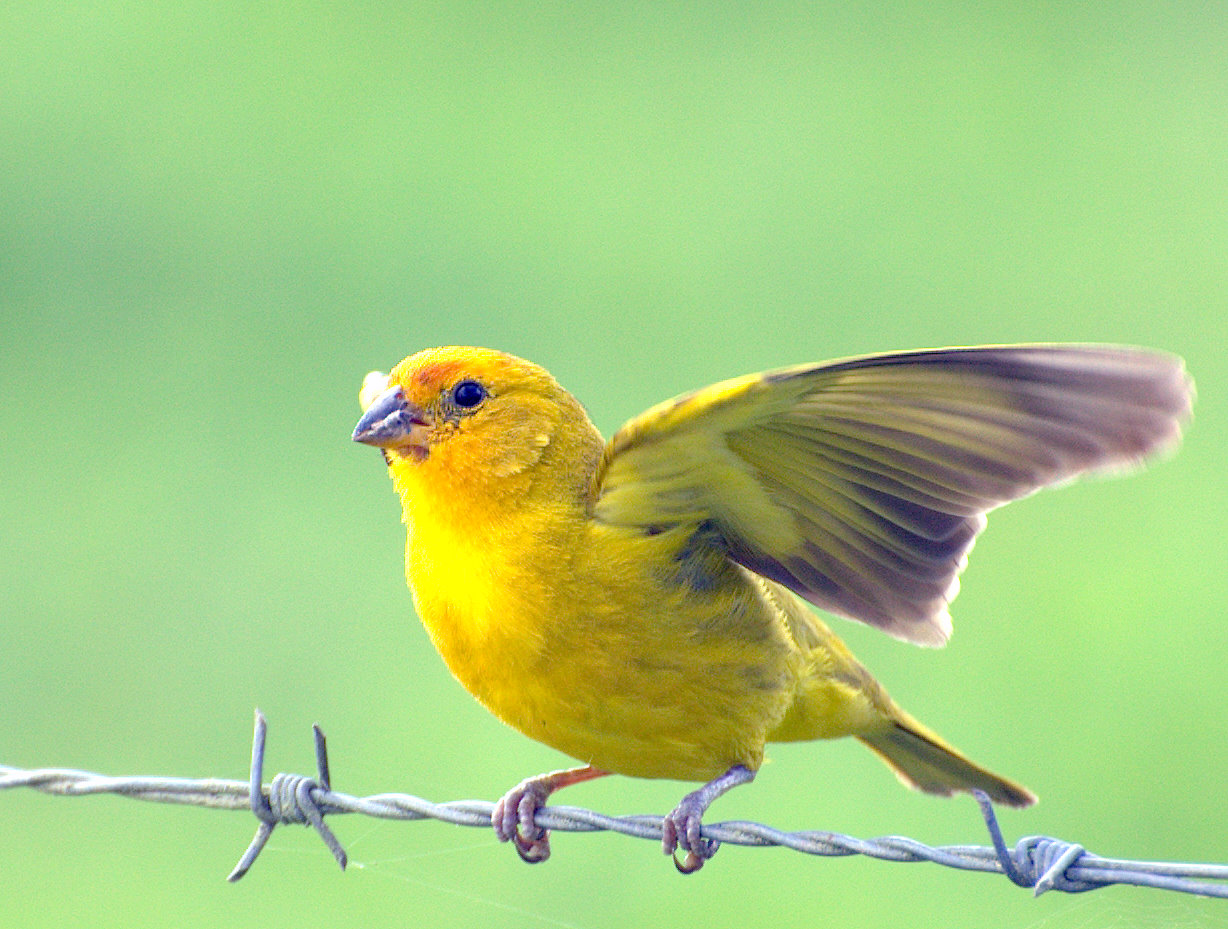
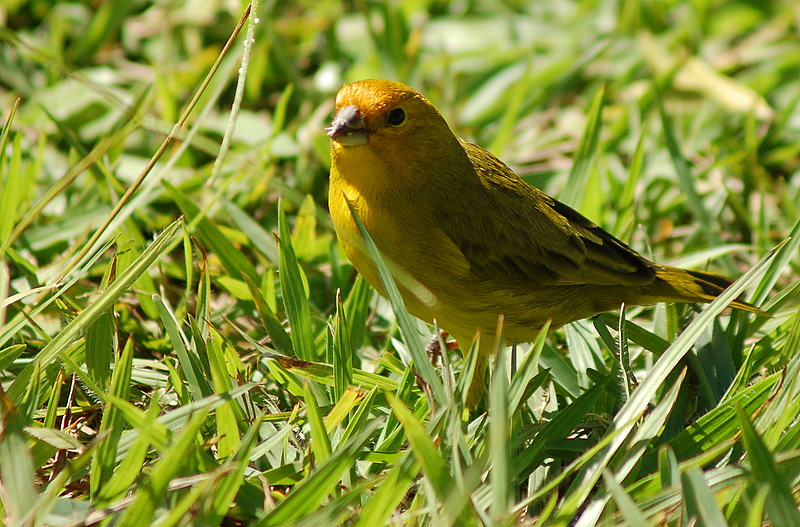
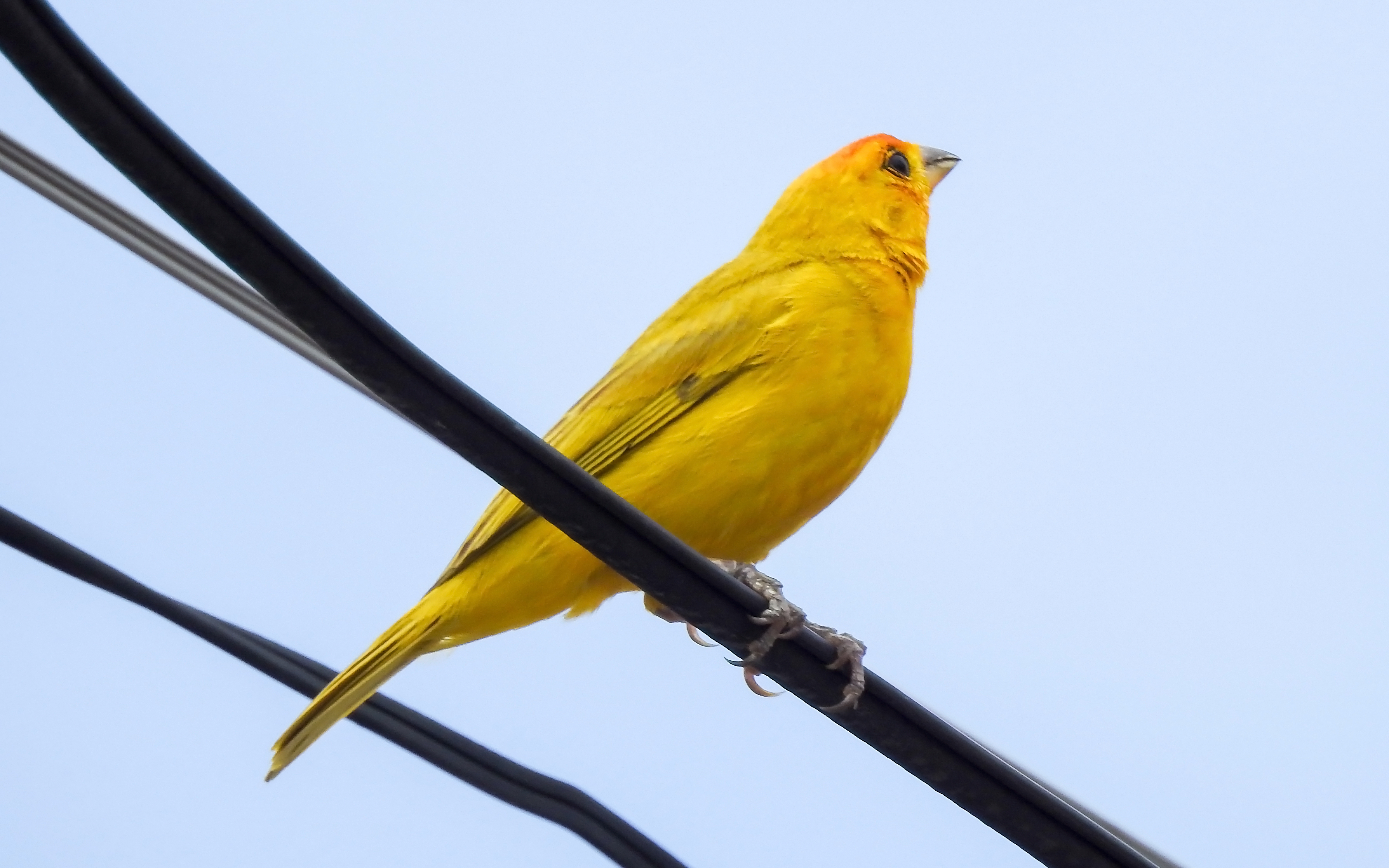

## Subespécies[8]
|   | Nome                          | Descrição                                                                          |
| - | ----------------------------- | ---------------------------------------------------------------------------------- |
| 1 | Sicalis flaveola brasiliensis | Nordeste do Brasil (Maranhão, Minas Gerais e São Paulo).                           |
| 2 | Sicalis flaveola flaveola     | Parte tropical da Colômbia para Venezuela e Guianas, Trinidad.                     |
| 3 | Sicalis flaveola koenigi      | Noroeste da Argentina.                                                             |
| 4 | Sicalis flaveola pelzelni     | Leste da Bolívia para o Paraguai, sudeste do Brasil, Uruguai e norte da Argentina. |
| 5 | Sicalis flaveola valida       | Planícies do Equador para noroeste do Peru (Ancash).                               |